# Schollevaar (Capelle aan den IJssel)
Schollevaar is een bloemkoolwijk in de gemeente Capelle aan den IJssel, in de Nederlandse provincie Zuid-Holland. 
De wijk ligt in de Prins Alexanderpolder, heeft 18.518 inwoners (in 2004) en wordt omsloten door de gemeente Zuidplas, de Capelse wijken Oostgaarde, Middelwatering en Schenkel en de Rotterdamse wijken Oosterflank, Ommoord en Zevenkamp. Het park Schollebos scheidt de woonwijk van de andere Capelse wijken.
De woonwijk heeft een eigen winkelcentrum genaamd De Picassopassage.
De wijk is gebouwd in de jaren zeventig en tachtig. De stedenbouwkundige opzet is een bloemkoolstructuur met woonerven. In de wijk overheersen eengezinswoningen en lage appartementen.
De wijk is gebouwd op voormalige weilanden die zijn opgespoten met het zand wat uit de nabij gelegen Zevenhuizerplas naar boven is gekomen.
Door de wijk loopt de spoorlijn Rotterdam-Gouda. Schollevaar heeft een eigen station, Station Capelle Schollevaar.
Dorp: Capelle aan den IJssel      Buurtschap: 's-Gravenweg

Wijken: Fascinatio · Rivium · 's-Gravenland · Middelwatering · Oostgaarde · Schenkel · Schollevaar · West

Zuid-Holland: Steden en dorpen      Nederland: Provincies · Gemeenten